# Alice van Nahuys

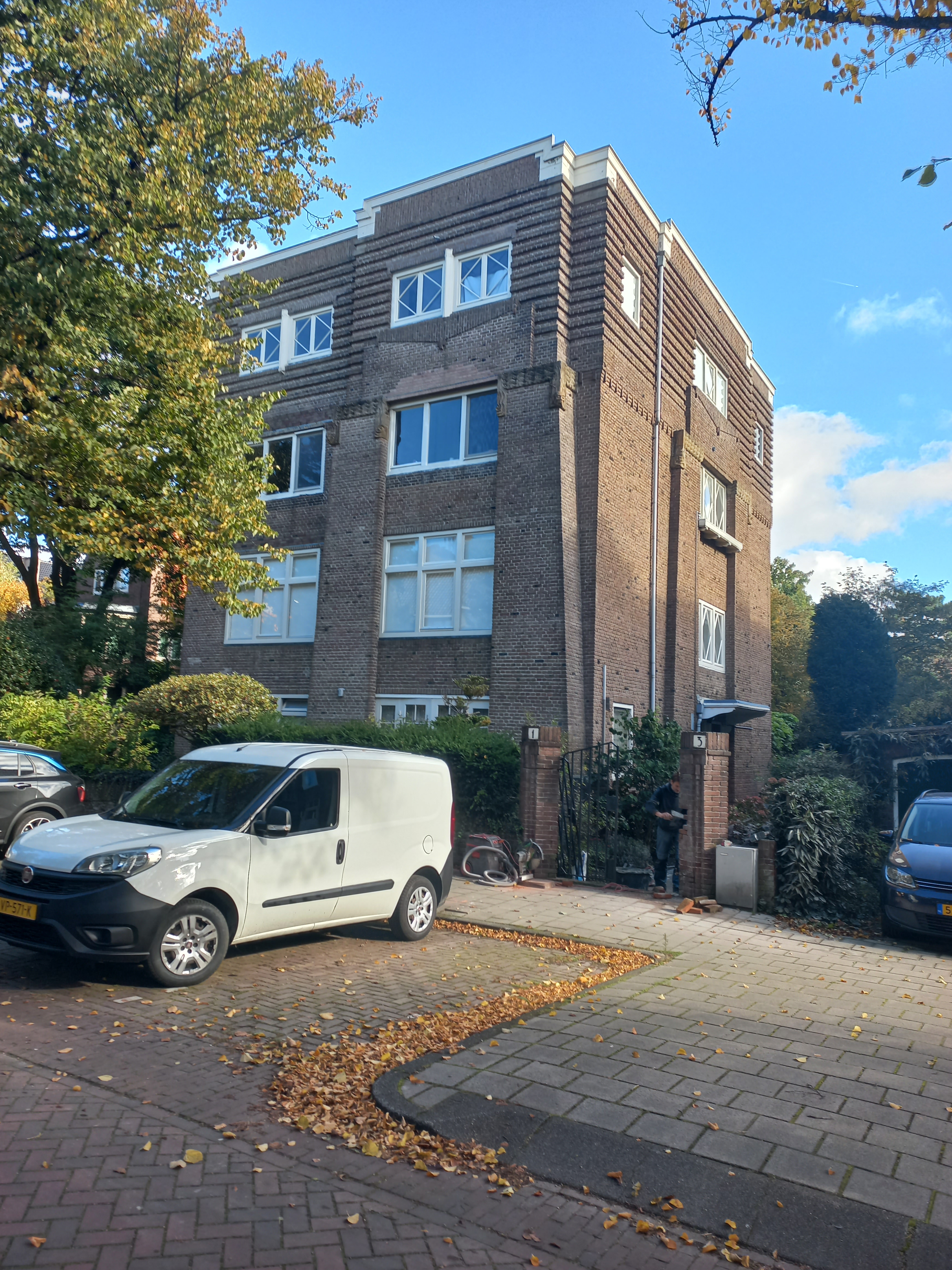
Het echtpaar woonde tussen 1948 en 1961 aan Sophialaan 3 (rechter deel) te Amsterdam (foto oktober 2022)

Alice van Nahuys, later ook bekend als Alice von Eugen-van Nahuys (Den Helder, 15 februari 1894 – St. Moritz, Zwitserland, 2 februari 1967) was een Nederlands vertaalster en directeur van uitgeverij Querido. Ze vertaalde 39 titels, waaronder werk van Arthur Schnitzler en Franz Kafka.

## Leven
Alice van Nahuys werd geboren in Den Helder als dochter van de militair Albert Pieter van Nahuys en Emilie Bertha Culp. Haar moeder overleed toen Van Nahuys vier jaar oud was. Met haar vader verhuisde zij vervolgens naar Antwerpen, maar in de Eerste Wereldoorlog keerde ze terug naar Amsterdam.
Ze ontmoette uitgever Emanuel Querido in de boekenwinkel waar ze werkte en kwam in 1915 bij hem in dienst.

## Werk
Bij uitgeverij Em. Querido's Uitgeverij werkte ze zich op van het uittikken van rekeningen tot het directeurschap in 1929, op 35-jarige leeftijd. In deze functie zou ze haar stempel drukken op zowel de Nederlandse literatuur als de vertaalde literatuur, onder andere door de titels die ze opnam in de Salamanderreeks. In 1937 trouwde ze met Frederic (Fred) von Eugen, eveneens werkzaam bij Querido, maar in hetzelfde jaar overgestapt naar De Arbeiderspers.
In 1965 werd Van Nahuys benoemd tot ridder in de orde van Oranje-Nassau, voor haar verdiensten voor de uitgeverij, met name voor het bieden van publicatiemogelijkheden in de jaren 1933–1940 aan uit nazi-Duitsland gevluchte schrijvers. Naast haar andere werkzaamheden vertaalde ze literatuur, hoofdzakelijk vanuit het Duits. Haar eerste vertaling kwam uit in 1920: Casanova’s terugkeer van Arthur Schnitzler.
Na haar directeurschap vertaalde ze minder, en na 1931 komen er maar enkele titels uit. Het waren wel belangwekkende titels, zo was Van Nahuys de eerste vertaler van Kafka’s Der Prozess, in 1946.
In 1967 stierf zij onverwacht aan een hartaanval in het begin van een vakantie in St. Moritz. De crematie vond plaats op Westerveld. In 1968 werd ter nagedachtenis aan Van Nahuys de Alice van Nahuys-prijs ingesteld.